# Ryan Briscoe
Ryan Briscoe (Sydney, 1981. szeptember 24. –) ausztrál autóversenyző, a 2003-as Formula–3 Euroseries szezon és a 2020-as Daytonai 24 órás verseny győztese.

## Pályafutása

### Korai évek
Ryan 13 éves korára a Nemzeti gokart bajnokságban versenyzett. 1995-ben megnyerte a Nemzetközi Junior Sorozat Világbajnokságot (JICA), 1996-ban azonban nem sikerült ismételnie.
1997-ben Európába költözött, hogy részt vehessen a Formula A sorozatban. Ezen időszak alatt Olaszország a második otthonává vált, egészen 2005-ig. 1999-ben megnyerte az itáliai sorozatot, melynek köszönhetően hivatalosan tesztelhetett egy Formula Palmer Audit. Tehetségével felhívta magára a Tony Kart csapat figyelmét, ahol 2000-ig versenyzett. E csapaton keresztül mutatták be Ryant a Toyotának, akik az ő, Formula Renaultban elért sikerei után alkalmazták is.
Mint Toyota versenyző, Ryan új feladatai közé tartozott az Olasz Formula Renault bajnokságban való részvétel a Prema csapat tagjaként. Itt egy fantasztikusan sikeres, öt versenyt megnyert szezon után a világbajnoki kupa az ő ölébe pottyant. Briscoe az Eurocup-ban is részt vett, de csak hat verseny erejéig, amiből kettőt megnyert.
2002-ben, a Formula–3000 Nordic Racing csapatában egy igen kemény év várt rá. Ebben az időben a csapata tele volt kudarccal és nyilvánvaló volt, hogy ez az utolsó évük a sorozatban. Ezután visszatért a Prema Teamhez, hogy a Német Formula–3-ban versenyezzen, ahol 3 dobogós helyezést ért el. 2003-ban Briscoe és csapata újra győzedelmeskedett, és így ő vált az első Formula–3 Euroseries szezon bajnokává, nagy fölénnyel legyőzve a későbbi Formula–1-es tesztversenyzőt, Christian Klient. Ez a lenyűgöző teljesítmény tette Briescoe-t a Panasonic Toyota Racing Team 2004-es hivatalos tesztpilótájává.

### 2005
Egy ideig úgy tünt, hogy a Jordan pilótája lehet 2005-ben Toyota támogatott révén de Briscoe végül Amerikában, az IndyCar szériában szereplő Target Chip Ganassi Racing-nél próbált szerencsét de nagyon sikertelen évet zárt ő és a csapat is, a legjobb helyezése is egy 8. hely volt az Nashville-i futamon de szerzett egy Pole Pozíciót Sonoma-ban.  Ráadásul a Chicago-i futamon kis híján halálos balesetet szenvedett és az utolsó 2 futamot ki is kellett hagynia. Szintén Ganassi-nál debütált a 24 órás Daytona-i futamon. 2005. szeptember 11-én a Chicago-i futamon hatalmas balesetbe keveredett ami miatt eltört a kulcscsontja és az utolsó 2 futamot is ki kellett hagynia.

### 2006
2006-tól Ganassi Dan Wheldon-t szerződtette Briscoe helyére aki így állás nélkül maradt. 2006 elején elindult az utolsó 2 A1GP hétvégén az Ausztrál csapattal és a legjobbja a Kínai hétvége második futamán megszerzett 3. hely volt. A tél folyamán a Champ Car-ban szereplő PKV Racing csapattal is tárgyalt de tesztelt a Conquest Racing-el is. 2006-ban is rajthoz állt a 24 órás Daytona-i futamon de ezúttal a SunTrust csapattal a 2005-ös győztesek vagyis Wayne Taylor, Max Angelelli és Emmanuel Collard csaőattrásaként. A futamon az összetettben 57. míg a saját géposztályukban a 29. helyet szerezték meg. 2006-ban a Holden Racing pilótájaként Jim Richards-al együtt állt rajthoz a Sandown 500 és a Bathurst-i 1000 mérföldes futamon. Az A. J. Foyt Enterprises a #48-as autóval nevezte Briscoe-t az Indy 500-ra de a Bump Day-en nem vehetett részt és nem kvalifikálhatta magát a futamra. A következő Watkins Glen-i futamon Buddy Lazier helyén a Dreyer & Reinbold Racing #5-ös autójával versenyezhetett és a vizes pályán a 3. helyet szerezte meg de lehetőséget kapott még Nashville-ben, Milwaukee-ben és Sonoma-ban, ez utóbbi három verseny közül kettőt feladni kényszerült. A Champ Car szériában is rajthoz állhatott a RuSport csapat #10-es autójával az utolsó 2 futamon Cristiano da Matta helyén aki súlyosan megsérült az egyik Road America-i tesztelésen mert elütött egy szarvast. A jobbik eredményét pont hazai pályán Surfer's Paradise-ban szerezte a 11. helyével.

### 2007
Briscoe aláírt a Team Penske Amerikai Le Mans Szériás csapatába ahol egy LMP2-es osztályú Porsche-val versenyzik. Az Indy 500-ra is nevezve lett Stephen D. Luczo és Roger Penske fia, Jay Penske által alapított Luczo-Dragon Racing pilótájaként. 
A #12-es autóval az időmérő edzésen a hetedik helyre kvalifikálta magát. A 2007. május 28-án megrendezett futamon csak 166 kört futott a mezőny a 200 helyett mert eső miatt leintették a futamot és az ötödik helyen végzett 302,305 dollárt és 30 pontot szerezve.

### 2008
Ryan Briscoe maradt Roger Penske-vel csak ezúttal már az IndyCar szériában állt rajthoz Sam Hornish Jr. helyén aki a NASCAR-ba ment versenyezni.
Az indianapolisi 500 mérföldes versenyen kiesett mert a bokszutca kijáratánál ütközött Danica Patrick-el.
Egy héttel az Indy 500-on történt malőr után Milwaukee-ben megszerezte pályafutása első IndyCar győzelmét Scott Dixon előtt aki a végén majdnem kiesett a Marco Andretti, Ed Carpenter és Vitor Meira által előidézett baleset miatt. Még ebben az évben megszerezte második, első nem ovál győzelmét Mid-Ohio-ban.
A bajnokságba nem számító Ausztrál versenyen Will Power szerezte meg a Pole-pozíciót és ő volt a futamgyőzelemre legesélyesebb versenyző de egy baleset miatt feladni kényszerült a futamot és Briscoe meg tudta nyerni a végén a futamot ezzel első győzelmét szerezve hazai pályán.

### 2009
A 2009-es idényben három győzelmet szerzett St.Petersburg-ban, Kentucky-ban és Chicago-ban, de nagyon sok második helyet is név szerint a Milwaukee és Iowa közötti futamokon, Watkins Glen-ben és Toronto-ban valamint Mid-Ohio-ban, Sonoma-ban és az évadzáró futamon. Egész évben harcban volt a bajnoki címért, de Japánban a boxkiállásról hajtott ki és a falnak csapódott, ugyan nem sérült meg az autója, de csak a 18. lett. Homestead-ben ugyan beért a 2. helyre, de a bajnoki cím így is elúszott.

## Eredményei

### Teljes Nemzetközi Formula–3000-es eredménysorozata
| Év   | Csapat                  | 1      | 2      | 3      | 4      | 5      | 6      | 7      | 8   | 9   | 10  | 11  | 12  | Helyezés | Pont |
| ---- | ----------------------- | ------ | ------ | ------ | ------ | ------ | ------ | ------ | --- | --- | --- | --- | --- | -------- | ---- |
| 2002 | Coca-Cola Nordic Racing | INT 12 | IMO 13 | CAT 12 | A1R 17 | MON Ki | NÜR Ki | SIL 12 | MAG | HOC | HUN | SPA | MNZ | —        | 0    |

### Teljes Német Formula–3-as bajnokság eredménysorozata
| Év   | Csapat          | 1     | 2     | 3     | 4     | 5     | 6     | 7        | 8        | 9        | 10      | 11       | 12       | 13      | 14       | 15      | 16      | 17      | 18      | Helyezés | Pont |
| ---- | --------------- | ----- | ----- | ----- | ----- | ----- | ----- | -------- | -------- | -------- | ------- | -------- | -------- | ------- | -------- | ------- | ------- | ------- | ------- | -------- | ---- |
| 2002 | Prema Powerteam | HOC 1 | HOC 2 | SAC 1 | SAC 2 | NOR 1 | NOR 2 | LAU 1 11 | LAU 2 15 | HOC 1 Ki | HOC 2 7 | NÜR 1 Ki | NÜR 2 11 | A1R 1 5 | A1R 2 Ki | ZAN 1 3 | ZAN 2 3 | HOC 1 3 | HOC 2 5 | 13.      | 16   |

### Teljes Formula–3 Euroseries eredménysorozata
| Év   | Csapat          | 1     | 2       | 3       | 4       | 5     | 6     | 7       | 8        | 9       | 10       | 11       | 12      | 13    | 14      | 15       | 16      | 17       | 18      | 19       | 20       | Helyezés | Pont |
| ---- | --------------- | ----- | ------- | ------- | ------- | ----- | ----- | ------- | -------- | ------- | -------- | -------- | ------- | ----- | ------- | -------- | ------- | -------- | ------- | -------- | -------- | -------- | ---- |
| 2003 | Prema Powerteam | HOC 1 | HOC 2 1 | ADR 1 5 | ADR 2 1 | PAU 1 | PAU 2 | NOR 1 4 | NOR 2 Ki | LMS 1 3 | LMS 2 Ki | NÜR 1 Ki | NÜR 2 7 | A1R 1 | A1R 2 1 | ZAN 1 17 | ZAN 2 1 | HOC 1 17 | HOC 2 1 | MAG 1 14 | MAG 2 14 | 1.       | 110  |

### Teljes Formula–1-es eredménysorozata
| Év   | Csapat                  | 1   | 2   | 3   | 4   | 5   | 6   | 7   | 8   | 9   | 10  | 11  | 12  | 13     | 14     | 15     | 16     | 17  | 18     | Helyezés | Pont |
| ---- | ----------------------- | --- | --- | --- | --- | --- | --- | --- | --- | --- | --- | --- | --- | ------ | ------ | ------ | ------ | --- | ------ | -------- | ---- |
| 2004 | Panasonic Toyota Racing | AUS | MYS | BHR | SMR | ESP | MON | EUR | CAN | USA | FRA | GBR | GER | HUN Tp | BEL Tp | ITA Tp | CHN Tp | JPN | BRA Tp | —        | —    |

### Teljes A1 Grand Prix eredménysorozata
| Év      | Csapat             | 1          | 2         | 3       | 4       | 5       | 6       | 7          | 8          | 9         | 10         | 11      | 12      | 13      | 14      | 15      | 16      | 17      | 18      | 19         | 20        | 21        | 22        | Helyezés | Pont |
| ------- | ------------------ | ---------- | --------- | ------- | ------- | ------- | ------- | ---------- | ---------- | --------- | ---------- | ------- | ------- | ------- | ------- | ------- | ------- | ------- | ------- | ---------- | --------- | --------- | --------- | -------- | ---- |
| 2005–06 | A1 Team Ausztrália | GBR SPR    | GBR FEA   | GER SPR | GER FEA | POR SPR | POR FEA | AUS SPR    | AUS FEA    | MYS SPR   | MYS FEA    | UAE SPR | UAE FEA | RSA SPR | RSA FEA | IDN SPR | IDN FEA | MEX SPR | MEX FEA | USA SPR 10 | USA FEA 8 | CHN SPR 9 | CHN FEA 3 | 13.      | 51   |
| 2006–07 | A1 Team Ausztrália | NED SPR 13 | NED FEA 3 | CZE SPR | CZE FEA | CHN SPR | CHN FEA | MYS SPR 12 | MYS FEA 17 | IDN SPR 6 | IDN FEA 10 | NZL SPR | NZL FEA | AUS SPR | AUS FEA | RSA SPR | RSA FEA | MEX SPR | MEX FEA | CHN SPR    | CHN FEA   | GBR SPR   | GBR SPR   | 13.      | 24   |

### Champ Car
| Év   | Csapat  | 1   | 2   | 3   | 4   | 5   | 6   | 7   | 8   | 9   | 10  | 11  | 12  | 13     | 14     | Helyezés | Pont |
| ---- | ------- | --- | --- | --- | --- | --- | --- | --- | --- | --- | --- | --- | --- | ------ | ------ | -------- | ---- |
| 2006 | RuSPORT | LBH | HOU | MTY | MIL | POR | CLE | TOR | EDM | SJO | DEN | MTL | ROA | SRF 11 | MXC 14 | 21.      | 17   |

### Teljes IndyCar eredménysorozata
| Év   | Csapat                       | 1      | 2      | 3      | 4       | 5       | 6       | 7      | 8      | 9      | 10     | 11     | 12     | 13      | 14     | 15     | 16     | 17     | 18    | 19     | Helyezés | Pont |
| ---- | ---------------------------- | ------ | ------ | ------ | ------- | ------- | ------- | ------ | ------ | ------ | ------ | ------ | ------ | ------- | ------ | ------ | ------ | ------ | ----- | ------ | -------- | ---- |
| 2005 | Ganassi                      | HMS Ki | PHX Ki | STP Ki | JPN 12  | INDY 10 | TXS 12  | RIR Ki | KAN Ki | NSH 8  | MIL Ni | MIS 10 | KTY 13 | PPIR Ki | SNM Ki | CHI Ki | WGL    | CAL    |       |        | 19.      | 232  |
| 2006 | Dreyer & Reinbold            | HMS    | STP    | JPN    | INDY NK | WGL 3   | TXS     | RIR    | KAN    | NSH 9  | MIL Ki | MIC    | KTY    | SNM Ki  | CHI    |        |        |        |       |        | 21.      | 83   |
| 2007 | Luczo-Dragon                 | HMS    | STP    | MOT    | KAN     | INDY 5  | MIL     | TXS    | IOW    | RIR    | WGL    | NSH    | MDO    | MIS     | KTY    | SNM    | DET    | CHI    |       |        | 24.      | 30   |
| 2008 | Team Penske                  | HMS Ki | STP Ki | MOT1 9 | LBH1 Ni | KAN 7   | INDY Ki | MIL 1  | TXS 3  | IOW 7  | RIR Ki | WGL 12 | NSH Ki | MDO 1   | EDM 6  | KTY 7  | SNM 2  | DET 9  | CHI 3 | SRF2 1 | 5.       | 447  |
| 2009 | Team Penske                  | STP 1  | LBH 13 | KAN 4  | INDY 15 | MIL 2   | TXS 2   | IOW 2  | RIR 19 | WGL 2  | TOR 2  | EDM 4  | KTY 1  | MDO 2   | SNM 2  | CHI 1  | MOT 18 | HMS 2  |       |        | 3.       | 604  |
| 2010 | Team Penske                  | SAO 14 | STP 3  | ALA 6  | LBH 8   | KAN 6   | INDY 24 | TXS 1  | IOW 4  | WGL 2  | TOR 18 | EDM 4  | MDO 6  | SNM 4   | CHI 11 | KTY 24 | MOT 4  | HMS 4  |       |        | 5.       | 482  |
| 2011 | Team Penske                  | STP 18 | ALA 21 | LBH 2  | SAO 3   | INDY 27 | TXS1 6  | TXS2 3 | MIL 11 | IOW 6  | TOR 7  | EDM 10 | MDO 16 | NHA 8   | SNM 3  | BAL 14 | MOT 20 | KTY 8  | LVS T |        | 6.       | 364  |
| 2012 | Team Penske                  | STP 5  | ALA 14 | LBH 7  | SAO 25  | INDY 5  | DET 16  | TXS 3  | MIL 14 | IOW 18 | TOR 19 | EDM 8  | MDO 7  | SNM 1   | BAL 2  | FON 17 |        |        |       |        | 6.       | 370  |
| 2013 | Chip Ganassi Racing          | STP    | ALA    | LBH    | SAO     | INDY 12 |         |        |        |        |        |        |        |         |        |        |        |        |       |        | 26.      | 100  |
| 2013 | Panther Racing               |        |        |        |         |         | DET 21  | DET 13 | TXS    | MIL 15 | IOW    | POC 14 | TOR 22 | TOR Ni  | MDO    | SNM 17 | BAL    | HOU    | HOU   | FON    | 26.      | 100  |
| 2014 | Chip Ganassi Racing          | STP 10 | LBH 17 | ALA 11 | IMS 6   | INDY 18 | DET 15  | DET 10 | TXS 9  | HOU 12 | HOU 8  | POC 4  | IOW 9  | TOR 12  | TOR 11 | MDO 8  | MIL 6  | SNM 17 | FON 7 |        | 11.      | 461  |
| 2015 | Schmidt Peterson Motorsports | STP    | NLA    | LBH    | ALA     | IMS     | INDY 12 | DET    | DET    | TXS 8  | TOR    | FON 15 | MIL 21 | IOW 8   | MDO 18 | POC 8  | SNM 5  |        |       |        | 18.      | 205  |

1 A Long Beach-i és a Japán versenyt ugyanazon a napon rendezték a Champ Car és az IRL pilótáknak és mindkét verseny bele számít a bajnokságba.
2 A verseny nem számít bele a bajnokságba

#### Indianapolis 500
| Év   | Kasztni | Motor     | Rajthely | Eredmény | Csapat                       |
| ---- | ------- | --------- | -------- | -------- | ---------------------------- |
| 2005 | Panoz   | Toyota    | 24.      | 10.      | Ganassi                      |
| 2006 | Dallara | Honda     | NK       | NK       | Foyt                         |
| 2007 | Dallara | Honda     | 7.       | 5.       | Luczo-Dragon                 |
| 2008 | Dallara | Honda     | 3.       | 23.      | Penske                       |
| 2009 | Dallara | Honda     | 2.       | 15.      | Penske                       |
| 2010 | Dallara | Honda     | 4.       | 24.      | Team Penske                  |
| 2011 | Dallara | Honda     | 26.      | 27.      | Team Penske                  |
| 2012 | Dallara | Chevrolet | 1.       | 5.       | Team Penske                  |
| 2013 | Dallara | Honda     | 23.      | 12.      | Chip Ganassi Racing          |
| 2014 | Dallara | Chevrolet | 30.      | 18.      | Chip Ganassi Racing          |
| 2015 | Dallara | Honda     | 33.      | 12.      | Schmidt Peterson Motorsports |

### Teljes Amerikai Le Mans-széria eredménysorozata
| Év   | Csapat              | Osztály | 1     | 2     | 3     | 4     | 5     | 6     | 7     | 8     | 9     | 10    | 11    | 12    | Helyezés | Pont |
| ---- | ------------------- | ------- | ----- | ----- | ----- | ----- | ----- | ----- | ----- | ----- | ----- | ----- | ----- | ----- | -------- | ---- |
| 2007 | Penske Racing       | LMP2    | SEB 8 | STP 1 | LBH 2 | HOU 3 | MMP 1 | LIM 1 | MDO 2 | ROA 2 | MOS 2 | DET 7 | PET 5 | LAG 2 | 3.       | 186  |
| 2008 | Penske Racing       | LMP2    | SEB 8 | STP   | LBH   | MMP   | LIM   | MDO   | ROA   | MOS   | DET 5 | PET 1 | LAG 4 |       | 16.      | 53   |
| 2013 | Level 5 Motorsports | LMP2    | SEB 1 | LBH 3 | LAG 1 | LIM 1 | MOS   | ROA   | BAL 4 | COA 1 | VIR 1 | PET 1 |       |       | 5.       | 129  |

### Teljes WeatherTech SportsCar Championship eredménysorozata
| Év   | Csapat                      | Osztály | Kasztni                  | Motor                         | 1      | 2     | 3     | 4     | 5     | 6     | 7     | 8     | 9     | 10    | 11    | 12  | Helyezés | Pont |
| ---- | --------------------------- | ------- | ------------------------ | ----------------------------- | ------ | ----- | ----- | ----- | ----- | ----- | ----- | ----- | ----- | ----- | ----- | --- | -------- | ---- |
| 2014 | Corvette Racing             | GTLM    | Chevrolet Corvette C7.R  | Chevrolet 5.5 L V8            | DAY 10 | SEB 8 | LBH   | LAG   | WGL   | MOS   | IMS   | ROA   | VIR   | COA   | PET 4 |     | 25.      | 99   |
| 2015 | Corvette Racing             | GTLM    | Chevrolet Corvette C7.R  | Chevrolet 5.5 L V8            | DAY 1  | SEB 1 | LBH   | LAG   | WGL   | MOS   | ELK   | VIR   | COA   | PET 3 |       |     | 11.      | 103  |
| 2016 | Ford Chip Ganassi Racing    | GTLM    | Ford GT                  | Ford 3.5 L EcoBoost V6        | DAY 9  | SEB 5 | LBH 4 | LAG 1 | WGL 1 | MOS 1 | LIM 3 | ELK 2 | VIR 4 | COA 9 | PET 7 |     | 2.       | 328  |
| 2017 | Ford Chip Ganassi Racing    | GTLM    | Ford GT                  | Ford EcoBoost 3.5 L Turbo V6  | DAY 10 | SEB 4 | LBH 2 | COA 6 | WGL 2 | MOS 3 | LIM 5 | ELK 3 | VIR 2 | LAG 5 | PET 8 |     | 4.       | 306  |
| 2018 | Ford Chip Ganassi Racing    | GTLM    | Ford GT                  | Ford EcoBoost 3.5 L Turbo V6  | DAY 1  | SEB 4 | LBH 2 | MDO 5 | WGL 6 | MOS 1 | LIM 6 | ELK 1 | VIR 7 | LAG 6 | PET 5 |     | 2.       | 316  |
| 2019 | Ford Chip Ganassi Racing    | GTLM    | Ford GT                  | Ford EcoBoost 3.5 L Turbo V6  | DAY 4  | SEB 6 | LBH 6 | MDO 5 | WGL 3 | MOS 5 | LIM 1 | ELK 1 | VIR 5 | LAG 6 | PET 2 |     | 4.       | 313  |
| 2020 | Konica Minolta Cadillac     | DPi     | Cadillac DPi-V.R         | Cadillac 5.5 L V8             | DAY 1  | DAY 6 | SEB 2 | ELK 2 | ATL 5 | MOH 3 | PET 1 | LGA 6 | SEB 7 |       |       |     | 2.       | 264  |
| 2021 | Scuderia Corsa              | GTD     | Ferrari 488 GT3 Evo 2020 | Ferrari F154CB 3.9 L Turbo V8 | DAY 14 | SEB   | MDO   | DET   | WGL   | WGL   | LIM   | ELK   | LGA   | LBH   | VIR   | PET | 68.      | 198  |
| 2023 | Racers Edge Motorsports/WTR | GTD     | Acura NSX GT3 Evo 22     | Acura 3.5 L Turbo V6          | DAY 6  | SEB   | LBH   | LGA   | WGL   | MOS   | LIM   | ELK   | VIR   | IMS   | PET   |     | 27.*     | 280* |

* A szezon jelenleg is zajlik.

### Daytonai 24 órás autóverseny
| Év   | Csapat                                  | Csapattárs                                      | Autó                     | Kategória | Kör | Összetett Helyezés | Kategória Helyezés |
| ---- | --------------------------------------- | ----------------------------------------------- | ------------------------ | --------- | --- | ------------------ | ------------------ |
| 2005 | CompUSA Chip Ganassi with Felix Sabates | Scott Pruett Luis Díaz                          | Riley Mk. XI-Lexus       | DP        | 688 | 7.                 | 7.                 |
| 2006 | SunTrust Racing                         | Wayne Taylor Emmanuel Collard Max Angelelli     | Riley Mk. XI-Pontiac     | DP        | 123 | Kiesett            | Kiesett            |
| 2008 | Penske-Taylor Racing                    | Hélio Castroneves Kurt Busch                    | Riley Mk. XI-Pontiac     | DP        | 689 | 3.                 | 3.                 |
| 2009 | Penske Racing                           | Romain Dumas Timo Bernhard                      | Riley Mk. XX-Porsche     | DP        | 717 | 6.                 | 6.                 |
| 2011 | SunTrust Racing                         | Max Angelelli Ricky Taylor                      | Dallara DP01-Chevrolet   | DP        | 720 | 5.                 | 5.                 |
| 2012 | SunTrust Racing                         | Max Angelelli Ricky Taylor                      | Dallara Corvette DP      | DP        | 14  | Kiesett            | Kiesett            |
| 2014 | Corvette Racing                         | Jan Magnussen Antonio García                    | Chevrolet Corvette C7.R  | GTLM      | 329 | Kiesett            | Kiesett            |
| 2015 | Corvette Racing                         | Jan Magnussen Antonio García                    | Chevrolet Corvette C7.R  | GTLM      | 725 | 4.                 | 1.                 |
| 2016 | Ford Chip Ganassi Racing USA            | Stefan Mücke Richard Westbrook                  | Ford GT                  | GTLM      | 560 | 39.                | 9.                 |
| 2017 | Ford Chip Ganassi Racing                | Scott Dixon Richard Westbrook                   | Ford GT                  | GTLM      | 624 | 27.                | 10.                |
| 2018 | Ford Chip Ganassi Racing                | Scott Dixon Richard Westbrook                   | Ford GT                  | GTLM      | 783 | 11.                | 1.                 |
| 2019 | Ford Chip Ganassi Racing                | Scott Dixon Richard Westbrook                   | Ford GT                  | GTLM      | 570 | 13.                | 4.                 |
| 2020 | Konica Minolta Cadillac                 | Scott Dixon Kobajasi Kamui Renger van der Zande | Cadillac DPi-V.R         | DPi       | 883 | 1.                 | 1.                 |
| 2021 | Scuderia Corsa                          | Bret Curtis Marcos Gomes Ed Jones               | Ferrari 488 GT3 Evo 2020 | GTD       | 676 | Kiesett            | Kiesett            |
| 2023 | Racers Edge Motorsports/WTR             | Danny Formal Ashton Harrison Kyle Marcelli      | Acura NSX GT3 Evo 22     | GTD       | 727 | 26.                | 6.                 |

### Le Mans-i 24 órás autóverseny
| Év   | Csapat                     | Csapattárs                        | Autó                    | Kategória | Kör | Összetett Helyezés | Kategória Helyezés |
| ---- | -------------------------- | --------------------------------- | ----------------------- | --------- | --- | ------------------ | ------------------ |
| 2013 | Level 5 Motorsports        | Scott Tucker Marino Franchitti    | HPD ARX-03b-Honda       | LMP2      | 242 | HN                 | HN                 |
| 2015 | Corvette Racing            | Jan Magnussen Antonio García      | Chevrolet Corvette C7.R | GTE Pro   | 0   | Ni                 | Ni                 |
| 2016 | Ford Chip Ganassi Team USA | Scott Dixon Richard Westbrook     | Ford GT                 | GTE Pro   | 340 | 20.                | 3.                 |
| 2017 | Ford Chip Ganassi Team USA | Scott Dixon Richard Westbrook     | Ford GT                 | GTE Pro   | 337 | 23.                | 7.                 |
| 2018 | Ford Chip Ganassi Team USA | Scott Dixon Richard Westbrook     | Ford GT                 | GTE Pro   | 309 | 39.                | 14.                |
| 2019 | Ford Chip Ganassi Team USA | Scott Dixon Richard Westbrook     | Ford GT                 | GTE Pro   | 341 | 24.                | 5.                 |
| 2021 | Glickenhaus Racing         | Romain Dumas Richard Westbrook    | Glickenhaus SCG 007 LMH | Hypercar  | 364 | 5.                 | 5.                 |
| 2022 | Glickenhaus Racing         | Franck Mailleux Richard Westbrook | Glickenhaus SCG 007 LMH | Hypercar  | 375 | 3.                 | 3.                 |
| 2023 | Glickenhaus Racing         | Romain Dumas Olivier Pla          | Glickenhaus SCG 007 LMH | Hypercar  | 335 | 6.                 | 6.                 |

### Teljes FIA World Endurance Championship eredménysorozata
(Táblázat értelmezése)

(Félkövér: pole-pozícióból indult; dőlt: leggyorsabb kört futott) 

| Év   | Csapat              | Osztály  | Autó                   | 1      | 2     | 3   | 4     | 5   | 6   | 7      | Helyezés | Pont |
| ---- | ------------------- | -------- | ---------------------- | ------ | ----- | --- | ----- | --- | --- | ------ | -------- | ---- |
| 2021 | Glickenhaus Racing  | Hypercar | Glickenhaus 007 LMH    | SPA    | ALG 4 | MNZ | LMS 5 | BHR | BHR |        | 6.       | 38   |
| 2022 | Glickenhaus Racing  | Hypercar | Glickenhaus 007 LMH    | SEB 3  | SPA   | LMS | MNZ   | FUJ | BHR |        | 7.       | 23   |
| 2023 | Glickenhaus Racing  | Hypercar | Glickenhaus 007 LMH    | SEB Ki | ALG 8 | SPA | LMS 5 | MNZ | FUJ |        | 12.      | 24   |
| 2023 | Vanwall Racing Team | Hypercar | Vanwall Vandervell 680 |        |       |     |       |     |     | BHR 12 | 12.      | 24   |